# Рено 21
Рено 21 (фр. Renault 21) је аутомобил који је производио француски произвођач аутомобила Рено од 1986. до 1994. године, а до 1995. године модел у верзији караван, који се звао невада.

## Историја
Рено 21 се почео производити почетком 1986. године, као наследник изузетно успешног Реноа 18, а неколико месеци касније појавио се караван са седам седишта, назван невада, а у Уједињеном Краљевству се звао савана. У Северној Америци се продавао као Renault Medallion и као Eagle Medallion.
У понуди је у почетку био бензински мотор запремине 1.7 литара, да би се понуда касније проширила на моторе од 1.4 до 2.2 литра радне запремине, са најјачим моделом 2.0 турбо, који је имао максималну брзину од 227 километара на час. Постојала су три дизел-мотора: 1.9, 2.1 и 2.1 турбо дизел. Године 1989. модел је доживео мање измене предње маске и предњих и задњих браника. У понуди су били тробрзински аутоматски и петобрзински менуелни мењач. На последњим моделима ваздушни јастук за возача је постао део додатне опреме.
Рено 21 престаје са производњом 1994. године, када га замењује Рено лагуна.

## Мотори
| Модел     | Запремина | Вентили   | Снага           | 0−100 km/h | Брзина   | Мењачи                    |
| Бензин    | Бензин    | Бензин    | Бензин          | Бензин     | Бензин   | Бензин                    |
| --------- | --------- | --------- | --------------- | ---------- | -------- | ------------------------- |
| 1.4       | 1397 cm³  | 8V, SOHC  | 50 kW (68 КС)   | 14,5 сек.  | 165 km/h | 5° мануелни               |
| 1.7       | 1721 cm³  | 8V, SOHC  | 55 kW (75 КС)   | 12,5 сек.  | 172 km/h | 5° мануелни               |
| 1.7       | 1721 cm³  | 8V, SOHC  | 71 kW (95 КС)   | 10,7 сек.  | 185 km/h | 5° мануелни, 4° аутоматик |
| 2.0       | 1995 cm³  | 8V, SOHC  | 73 kW (120 КС)  | 9,9 сек.   | 192 km/h | 5° мануелни, 3° аутоматик |
| 2.0 12V   | 1995 cm³  | 12V, DOHC | 104 kW (140 КС) | 9,6 сек.   | 203 km/h | 5° мануелни               |
| 2.0 Turbo | 1995 cm³  | 8V, SOHC  | 121 kW (162 КС) | 8,1 сек.   | 222 km/h | 5° мануелни               |
| 2.2 16V   | 2165 cm³  | 16V, DOHC | 82 kW (110 КС)  | 10,8 сек.  | 192 km/h | 5° мануелни               |
| Дизел     |           |           |                 |            |          |                           |
| 1.9 D     | 1870 cm³  | 8V, SOHC  | 49 kW (65 КС)   | 16 сек.    | 155 km/h | 5° мануелни               |
| 2.1 TD    | 2068 cm³  | 16V, DOHC | 66 kW (88 КС)   | 11,8 сек.  | 177 km/h | 5° мануелни               |
| 2.1 D     | 2068 cm³  | 8V, SOHC  | 52 kW (70 КС)   | 15,1 сек.  | 170 km/h | 5° мануелни               |

## Галерија
- Седан
- Хечбек
- Караван „невада”